# 卢乔堡
卢乔堡（義大利語：Castel di Lucio）是意大利西西里大区墨西拿廣域市的一个市镇。总面积28平方公里，人口1401人，人口密度50.0人/平方公里（2009年）。ISTAT代码为083013。